# Réaction de Maillard
Pour les articles homonymes, voir Maillard.
 (juin 2013).

Mécanisme de formation des produits d'Amadori à partir de glucose.

Formation d'acrylamide cancérigène à la suite de l'implication de l'asparagine dans la réaction de Maillard.

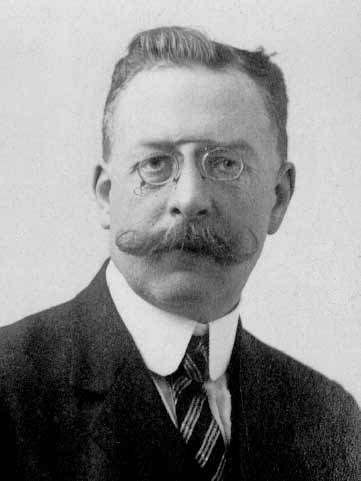
Louis-Camille Maillard.

Les réactions de Maillard, mieux nommées réactions amino-carbonyles, sont des réactions de glycation, entre des sucres réducteurs et des composés qui portent un groupe amine, tels les acides aminés, les peptides et les protéines.
Dans les aliments, ces réactions engendrent des composés qui contribuent à la couleur, à la saveur, à l'odeur. Elles commencent par une condensation entre le groupe amine d'un acide aminé, d'un peptide ou d'une protéine, et le groupe carbonyle de sucres réducteurs (glucoses, fructoses, lactose, ribose). Cette première étape est  suivie de réactions diverses selon les réactifs et les conditions.
On observe notamment l'effet des réactions de glycation dans des aliments chauffés, cuits ou stockés, conduisant à leur brunissement non enzymatique (ce qui ne l'apparente pas à la caramélisation qui fait intervenir uniquement le saccharose). Dans les situations culinaires courantes, les réactions de glycation ont souvent lieu en même temps que des  pyrolyses (de protéines notamment), des oxydations (par exemple des lipides), et de nombreuses autres réactions. Se créent finalement des « produits avancés de glycations » (molécules odorantes et mélanoïdines, pigments bruns de structure variable) responsables principaux des odeurs, des arômes et des pigments caractéristiques des aliments chauffés (sirop d'érable, beurre noisette), cuits (viandes rôties, pain grillé, café fraîchement torréfié) ou du jambon cru. Elle peut aussi donner naissance à des composés cancérogènes (acrylamides, hydrocarbures polycycliques, amines hétérocycliques, HMF) et également réduire la valeur nutritionnelle des aliments en dégradant des acides aminés essentiels.
Les réactions de glycation sont également importantes dans un contexte non alimentaire. Elles expliquent par exemple la toxicité de l'excès de sucre en cas de diabète, ou le fonctionnement de certains autobronzants.

## Historique
Plusieurs documents hagiographiques, notamment ceux de l'International Maillard Reaction Society qui organise des Congrès Maillard, attribuent la paternité de la découverte de cette réaction au chimiste et médecin lorrain Louis-Camille Maillard, en 1911. Une recherche bibliographique montre une opposition franco-anglaise, les anglo-saxons notant qu'Arthur R. Ling avait écrit, dès 1908 , que, lors du touraillage du malt, au cours de la fabrication de la bière, des acides aminés doivent réagir avec des sucres, cette réaction étant à l'origine, selon Ling, de l'odeur et du brunissement du moût.
Louis-Camille Maillard a contribué aux réactions de glycation par un long mémoire publié en 1913, après un premier travail du 27 novembre 1911 dans une communication, L'action des sucres sur les acides aminés. Maillard, dont l’ambition était de comprendre la structure des protéines, avait remplacé le glycérol qui lui permettait de condenser ces dernières par des sucres.
Il observa que la fonction réductrice des sucres (carbonyle : C=O) est beaucoup plus réactive que la fonction hydroxyle (OH). Cette découverte, d’abord communiquée à l’Académie des sciences, est ensuite reprise et développée de manière minutieuse par Maillard dans un ouvrage publié en 1913, Genèse des matières humiques et des matières protéiques.
Déçu de ne pas avoir conclu sur les protéines, il a pourtant conscience des nombreuses applications possibles de sa réaction. Malheureusement, elle tombe dans l’oubli et Maillard meurt le 12 mai 1936 sans avoir pu voir sa découverte déclinée dans des domaines aussi divers que la cuisine, la lutte contre le diabète, le vieillissement, les pétroles.

## Apports de cette découverte
Avec la compréhension des réactions de glycation, on explique une multitude de réactions qui interviennent lors de la préparation et le stockage des aliments, et dont la maîtrise a permis des progrès importants. Contrôler les réactions de glycation, c’est contrôler en fait la conservation des produits, leur goût, leur aspect, autant de critères qui déterminent le choix d’un produit.
Ainsi, en faisant varier de manière infime les paramètres environnementaux, on modifie le processus réactionnel (la cinétique) et les différences de résultats peuvent être impressionnantes. Une variation peut rendre la réaction agréable ou utile, ou indésirable. On passe du jambon aux arômes délicats, au goût de brûlé dans une sauce. En médecine, les réactions de glycation sont importantes :  chez les diabétiques la glycation non enzymatique des protéines sous l'effet d'un taux trop important de sucre dans le sang (diabète), altère les vaisseaux. L’hémoglobine glyquée, une variante de l’hémoglobine due à des modifications engendrées par les réactions de glycation, est maintenant utilisée comme marqueur à long terme de l’état diabétique des patients.

## Mécanismes des réactions de glycation
Les réactions de glycation font encore l'objet d'études. On se propose donc d'expliquer les mécanismes principaux et bien connus de la réaction :
- le groupe carbonyle du sucre réagit avec le groupe amine de l'acide aminé, produisant des glycosylamines N-substituées et de l'eau ;
- les glycosylamines subissent une réaction nommée réarrangement d'Amadori[11] pour former des imines ;
- il existe trois voies pour les cétosamines de poursuivre la réaction. On se limitera à la voie spécifique de la réaction de Maillard, les deux autres voies pouvant être observées dans d'autres réactions biochimiques.

### Condensation Schiff
La première étape fait intervenir l'atome de carbone (C) électrophile du groupe carbonyle du sucre, et l'atome d'azote (N)  nucléophile de l'acide aminé. Deux liaisons chimiques sont coupées, et deux nouvelles sont créées. La première coupure concerne une des deux liaisons de C=O, la seconde une des liaisons N-H. Il se crée à la place une liaison C-N, et une liaison O-H, au sein d'une nouvelle molécule unique formée des deux précédentes.
…-C=O + …-NH2 → …-COH-NH-…
En détail, un doublet non liant se forme entre C et l'atome oxygène (O) du carbonyle à la place d'une des deux liaisons entre eux , car O est plus électronégatif (tendance à attirer les électrons) que C ; O devient alors chargé négativement, car il est en excès d’électron, tandis que le carbone se trouve avec seulement 3 électrons en couche externe, et donc en déficit car il lui en faudrait idéalement 4 :
…-C=O → …-C-O−
Le déficit du carbone est comblé par la formation d'une liaison avec le N, mais celui-ci se retrouve à son tour en situation déficitaire, ce qui induit, pour compenser, la formation d'un nouveau doublet non liant entre lui et un des atomes d'hydrogène auquel il était lié ; la liaison est rompue, cet atome d'hydrogène est libéré sous la forme H+ et va s'associer à l'atome d'oxygène négativement chargé par le processus mentionné plus haut, formant ainsi une nouvelle liaison OH (fonction alcool). Ce processus réversible est appelé prototropie :
OH-G-C-O− + A-NH2 → OH-G-OHC-NH-A
En somme, un des deux atomes d'hydrogène liés à l'azote s'est détaché de lui pour s'associer à l'oxygène, et a été remplacé dans sa liaison par l'atome de carbone. La molécule ainsi produite n'est pas encore stable, et un nouveau tour semblable se produit avec le second atome d'hydrogène auquel l'azote était lié : lui aussi va à son tour se lier avec l'oxygène d'une fonction alcool et se faire remplacer par le carbone, tandis que la fonction alcool devient une molécule d'eau qui se détache. Ce n'est pas la fonction alcool qui vient d'être formée qui est préférentiellement attaquée, mais plutôt une des autres fonctions alcool de l'ose : la première dans la chaîne?
En détail, la fonction alcool située en début de chaîne va se détacher, le O transformant sa liaison avec le reste de la molécule en doublet non liant. Cela va libérer une possibilité de liaisons pour le C, et il va utiliser l’électron libéré pour former une deuxième liaison avec l’azote de l’acide aminé qui lui, pour pouvoir apporter un électron va casser une liaison avec un de ses deux H. L’ion OH− et l’ion hydrogène vont alors se lier, créant une molécule d’eau.
OH-G-OHC-NH-A → G-OHC=N-A + H2O
La molécule obtenue est une base de Schiff, elle est encore instable et subira des transformations supplémentaires, dont la nature dépendra des conditions (notamment de pH) : réarrangements d'Amadori et de Heyns, ou bien synthèse d'une réductone.

### Réarrangements d'Amadori et de Heyns
Le réarrangement d'Amadori (isomérisation de la glycosylamine d'un aldose) et le réarrangement de Heyns (de) (isomérisation de la glycosylamine d'un cétose), conduisent à la formation d'aldosamines et de cétosamines, composés pas ou peu colorés.
En milieu acide, l’azote va se lier aux ions H+, caractéristiques du milieu acide, grâce à son doublet non liant, se chargeant ainsi positivement. Le C en 2e position va alors rompre sa liaison avec l’hydrogène et libérer ainsi une possibilité de liaison avec l’autre C, provoquant un dégagement d’ions H+. Le carbone 1, ne pouvant faire cinq liaisons va donner un électron à l’azote, comblant ainsi son défaut d’électron (l’azote le transformera en doublet non liant). On note d’ailleurs que l’acidité du milieu n’est pas modifiée, car les ions H+ sont restitués au milieu.
Au niveau de la deuxième fonction alcool, l’oxygène va provoquer un dégagement d’ions H+ en transformant en doublet sa liaison avec le H. Le carbone en 2e position va casser une de ses deux liaisons avec le 1er carbone pour rétablir l’équilibre : le 1er C va capter l’ion H+, et le 2e va se lier à l’O, comblant son défaut d’électron. On appelle cette transformation un équilibre céto-énolique car elle transforme une fonction alcool (énol) en une fonction cétone (céto) et ceci dans les deux sens bien que le passage -OH vers =O soit majoritaire.

### Synthèse d'une réductone
Dans la voie de la déshydratation modérée, l'oxygène va transformer une de ses deux liaisons avec le carbone 2 en doublet non liant. Simultanément, le carbone en 3e position sur le squelette carboné va transformer sa liaison avec le H en liaison supplémentaire avec le carbone 2. Il va alors y avoir dégagement d'un ion H+ en défaut d'électron qui va se lier avec le doublet non liant de l’oxygène.
Ce processus est appelé énolisation, car il crée une fonction alcool à partir d'une fonction cétone et d'un atome hydrogène. Ici, on parle de l'énolisation 2 (place du carbone auquel est liée la fonction cétone), 3 (place du carbone auquel est lié l'atome d'hydrogène).
Les ions OH−, caractéristiques du milieu basique, vont alors intervenir dans la réaction en tant que catalyseur. Le H va transformer sa liaison avec le O en doublet non liant, car le O, bien qu’électronégatif, est déjà en excès d’électrons. L’ion H− libéré va alors créer une liaison avec l’azote qui, pour l’accueillir, va se séparer de la chaîne principale, abandonnant l’électron de sa liaison avec le C.
Au niveau de la chaîne carbonée principale, la double liaison entre les carbones 2 et 3 va être transformée en liaison avec un des deux oxygènes des fonctions alcool, provoquant au passage un dégagement d’ion H−(pour les mêmes raisons que précédemment) qui va alors se lier à l’ion O, recréant ainsi l’ion OH− (l’acidité du milieu est ainsi préservée).
Au niveau de la fonction alcool localisée sur le carbone 3, le O va transformer sa liaison avec le H en liaison supplémentaire avec le C, le stabilisant ainsi. Un ion H+ va alors être dégagé, qui va se lier à l’ion C−.
Une deuxième énolisation (3,4) va alors avoir lieu : l'oxygène va transformer une de ses deux liaisons avec le carbone 3 en doublet non liant. Simultanément, le carbone en 4e position sur le squelette carboné va transformer sa liaison avec le H en liaison avec le carbone 3. Il va alors y avoir dégagement d'un ion H+ en défaut d'électron. L'oxygène lié au carbone 3 va alors transformer son doublet en excès en liaison avec l'ion H+ qui pallie donc son défaut d'électron.
La molécule ainsi obtenue est appelée réductone (elle a perdu son acide aminé et possède maintenant une fonction cétone).
Le C en 5e position va transformer sa liaison avec le H en doublet non liant, libérant un ion H+. Le carbone en 3e position va transformer une des deux liaisons avec le carbone 4 en liaison avec l'ion H+ et le carbone 5 va enfin transformer son doublet non liant en une liaison avec le carbone 4 pour stabiliser l'ensemble.

## Facteurs influençant la réaction
La vitesse des réactions de glycation est fortement influencée par de nombreux facteurs. Ceux-ci agissent comme activateurs ou inhibiteurs de la réaction, ou encore font privilégier l’une des trois voies de synthèse des arômes. Ce sont en grande partie ces facteurs qui décident de la nature des composés formés.

### Nature des sucres réducteurs et des acides aminés
La vitesse de la réaction dépend d’abord de la nature des réactifs. De manière générale plus le sucre réducteur possède de carbone moins la réaction de glycation est facilitée. Les pentoses comme le ribose sont donc plus réactifs que les hexoses comme les glucoses, les galactoses ou les fructoses. Les disaccharides comme le maltose ou le lactose sont formés de deux résidus de monosaccharides et sont donc moins réactifs que les monosaccharides ; et a fortiori l’amidon, composé de nombreuses molécules de glucose, l'est encore moins. Enfin rappelons que le saccharose n’est pas un sucre réducteur et ne donne donc pas lieu à des réactions de glycation, sauf après hydrolyse éventuelle.
Pour les composés portant un groupe amine, plusieurs facteurs entrent en ligne de compte. La lysine, qui possède deux fonctions amine, est plus réactive que les autres acides aminés. Pour les autres, plus la fonction amine est éloignée de la fonction acide carboxylique et plus l’acide aminé est réactif.
Si on considère des acides aminés, on remarque que les plus réactifs sont la lysine, la glycine et la méthionine, les moins réactifs sont la cystéine, l'acide glutamique et l'asparagine. On peut mettre en évidence que la fonction acide carboxylique, si elle est libre, est inhibitrice des réactions de brunissement

### pH
Toutes les réactions intervenant dans les réactions de glycation sont dépendantes du pH. En particulier le réarrangement d’Amadori nécessite un milieu acide (pH < 7) et la synthèse des réductones un milieu basique (pH >7). Le pH optimal se situe donc entre 6 et 10. La nature des composés formés est également dépendante du pH. Les milieux basiques privilégieront plutôt des réactions de rétroaldolisation alors que les milieux acides privilégieront les déshydratations.

### Teneur en eau du milieu
L'eau est indispensable à certaines étapes de la réaction, mais elle en est aussi l’un des produits. Donc, si l’eau est en trop grande quantité dans le milieu (supérieur à 60 %), les réactions de déshydratation sont inhibées. À l'inverse, en dessous de 30 % la réaction est inhibée par l'absence d'eau solvante. Le mieux est une proportion de 30 à 60 % d’eau dans le milieu (Ames et al. 1993).

### Température
Les réactions de glycation vérifient l'équation d'Arrhénius, ce qui signifie que plus la température augmente, plus la vitesse de la réaction est importante. À faible température (4 °C par exemple), la réaction a lieu, mais très lentement. Lors de la cuisson dans du beurre, la température est largement plus élevée ce qui permet aux réactions de glycation d'avoir lieu rapidement et donc de faire brunir la viande. Les réactions de glycation se produisent efficacement à des températures de l'ordre de 100 °C minimum.
D’autres facteurs peuvent également intervenir dans le déroulement et la vitesse de la réaction : ions métalliques, composés soufrés… Comme chacun d’eux n’inhibe pas toutes les réactions, donc toutes les voies par lesquelles se développe la réaction, ce sont eux qui déterminent la voie privilégiée dans chaque cas.

## Applications de la réaction à l'alimentation
Tous les jours, nous assistons sans nous en douter à de très nombreuses réactions de glycation[réf. nécessaire].
Depuis le grillé du rôti jusqu'au bon goût du pain, celles-ci sont en effet présentes dans de nombreuses préparations culinaires, notamment dans les viandes cuites. C’est l’exemple le plus courant de réaction de glycation en cuisine, que l’on pourrait qualifier de réaction « à chaud ». C’est aussi la plus facilement observable grâce au brunissement rapide de la viande produit notamment par les mélanoïdines, pigments bruns à haut poids moléculaire résultant de la condensation et de la polymérisation des sucres aldéhydiques et d'acides aminés. Mais il existe aussi des exemples de réaction « à froid » qui ont lieu sans nécessiter de chauffage, donc en dehors de toute cuisson[réf. nécessaire].
C’est le cas par exemple pour les jambons crus d’Espagne. Leur saveur se forme au cours de la fabrication grâce à des réactions spontanées produisant des arômes[réf. nécessaire].
Selon le procédé traditionnel, les porcs destinés à la fabrication de jambons doivent être élevés en liberté et être nourris de glands et d’herbe. Après l’abattage, la viande est conservée à 0 °C pendant deux jours, puis frottée avec du sel et du salpêtre. Elle est ensuite placée pendant une semaine sur un lit de sel à 3 °C environ. Lors de cette phase, les protéines se décomposent et libèrent des acides aminés. Les jambons sont ensuite conservés sans sel pendant deux ou trois mois, toujours à basse température. Progressivement, on augmente alors la température jusqu’à 18 °C, et après un mois et demi à température ambiante, vient la maturation finale. Celle-ci s’effectue dans une cave pendant 14  à   22 mois. La fabrication complète dure près de deux ans après quoi les jambons sont prêts à être mangés. Ils ont pris une couleur foncée qui trahit la présence de composés colorés, dont les mélanoïdines[réf. nécessaire].
À partir de 1990, des scientifiques espagnols ont commencé à s’intéresser à la fabrication de ces jambons. Ils ont montré que des acides aminés libérés lors du salage étaient dégradés pendant la longue période de maturation qui suivait, entre autres par la réaction de Maillard. Celle-ci produit de nombreux composés, qui s’accumulent dans la viande. La quantité de ces produits croît avec la durée de la maturation, ce qui explique la longueur de celle-ci, qui permet d’obtenir plus de composés, donc plus de goût. En outre, les réactions de glycation forment des mélanoïdines, qui seraient responsables de la couleur des jambons. Mais d’autres réactions interviennent également dans la formation de composés odorants. L’alimentation des porcs avec des glands produit par exemple des alcanes ramifiés.
Les réactions de glycation ont été signalées en brasserie dès 1906 par R. Ling, lors du touraillage du malt, lors du brunissement non enzymatique des grains d’orge[réf. nécessaire].
Cependant, si les réactions de glycation contribuent au goût des aliments, elles peuvent être gênantes, en particulier lors du séchage des pâtes alimentaires. À la fin de leur fabrication, celles-ci sont en effet chauffées pour éliminer l’eau qu’elles contiennent. À la fin du processus, des réactions de glycation peuvent se développer, donnant aux pâtes une couleur rougeâtre peu appétissante. Les mêmes réactions pourraient d’ailleurs avoir des conséquences plus graves. Elles formeraient en effet des composés comme les carbolines, des amines hétérocycles dérivées du tryptophane. Ces composés semblent à hautes doses avoir des effets destructeurs sur le fonctionnement des récepteurs cellulaires (adrénalines…) et les sites actifs des enzymes. Cependant, la toxicité de ces composés n’est pas prouvée car on les trouve aussi dans des aliments inoffensifs comme les reines-claudes ou les bananes[réf. nécessaire].
Le physico-chimiste Hervé This relativise l'ampleur des réactions de glycation en cuisine. Selon lui, elles ne sont qu'une réaction de brunissement non enzymatique parmi d'autres, telles les  pyrolyses, notamment la caramélisation, des oxydations.

## Applications médicales et cosmétiques
Les réactions de glycation et de glycosylation non enzymatique des protéines, ont d’abord été étudiée dans le cadre du diabète grâce à l’hémoglobine glyquée, une variante de l’hémoglobine due à des modifications engendrées par Maillard, qui sert maintenant de marqueur à long terme de l’état diabétique des patients. La glycation a des conséquences dans tout l’organisme, qui sont plus marquées seulement dans le cas de personnes diabétiques.
La glycation produit des composés nommés Advanced glycation end-products (AGEs) qui s'accumulent dans l'organisme. Ils conduisent à des lésions cellulaires et tissulaires, au vieillissement vasculaire et à l’insuffisance rénale. Ils favoriseraient également la maladie d'Alzheimer.
Il faut aussi noter que la glycation est indépendante du diabète mais la forte proportion de sucres dans le cas de cette maladie favorise grandement la réaction de Maillard et donc la glycation car dans l’organisme, elle est ponctuelle et non enzymatique.
Les crèmes cosmétiques autobronzantes utilisent également la réaction de Maillard : la dihydroxyacétone qu’elles contiennent est un sucre qui réagit avec les protéines des cellules mortes de la couche cornée de la peau, créant un pigment brun.